# Planétarium James S. McDonnell

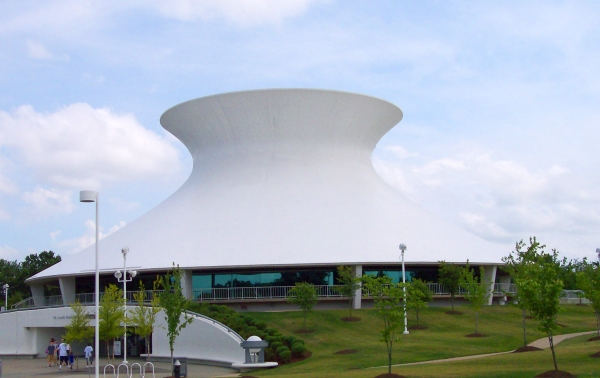
Le planétarium McDonnell

Le planétarium James S. McDonnell est situé au Saint Louis Science Center dans le Forest Park de Saint-Louis, Missouri, aux États-Unis.
Le planétarium porte le nom de l'aviateur James Smith McDonnell qui a aidé au financement de sa construction via sa fondation, et a été inauguré en 1963.

## Caractéristiques
Le bâtiment a été conçu par Gyo Obata du cabinet d'architecture Hellmuth, Obata & Kassabaum et est très reconnaissable avec sa forme hyperboloïde. Il fait 23 mètres de haut et un diamètre de 48,8 mètres. 
Après de lourds travaux ayant coûté 13 millions de dollars dont 11,2 millions de dons, sa superficie est portée en 2001 à 4 000 m2 dont plus de 2 000 m2 d'exposition contre 3 437 m2 à l'origine.
Le planétarium dispose d'un projecteur Zeiss Universarium Mark IX star projetant 9 000 étoiles sur un dôme de 24 mètres de diamètre.